# Pingya
Pingya (kinesiska: 坪垭) är en etnisk minoritetssocken för tibetaner i centrala Kina. Den ligger i stadsdistriktet Wudu i staden Longnan i provinsen Gansu, omkring 290 kilometer söder om provinshuvudstaden Lanzhou. Antalet invånare är 4 808. Befolkningen består av 2 478 kvinnor och 2 330 män. Barn under 15 år utgör 24,0 %, vuxna 15-64 år 67 %, och äldre över 65 år 8,0 %.